# Потпећко језеро
Потпећко језеро је вештачко акумулационо језеро подигнуто на реци Лим на 2 km узводно од Прибојске Бање и 15 km од Нове Вароши, у Златиборском управном округу. За потребе ХЕ Потпећ, изграђена је бетонска гравитациона брана висине 46 m и дуге 215 m. Има акумулацију од 44 милиона m3 воде. Дужина језера је око 20 km. Налази се на 435,6 мнв. Површина језерског слива је 3.605 km2. Дужина језера износи 20 km, дубина 40 m, а површина 7,0 km2.
С обзиром да поред бране пролази пруга Београд-Бар и магистрални пут који води од Београда до Црногорског приморја, има изразит потенцијал за развој транзитног туризма, који је тренутно недовољно искоришћен. Осим тога, погодно је за активни туризам и риболов. У језеру се могу уловити смуђ, сом и језерска пастрмка.